# Dunakeszi növény- és állatvilága

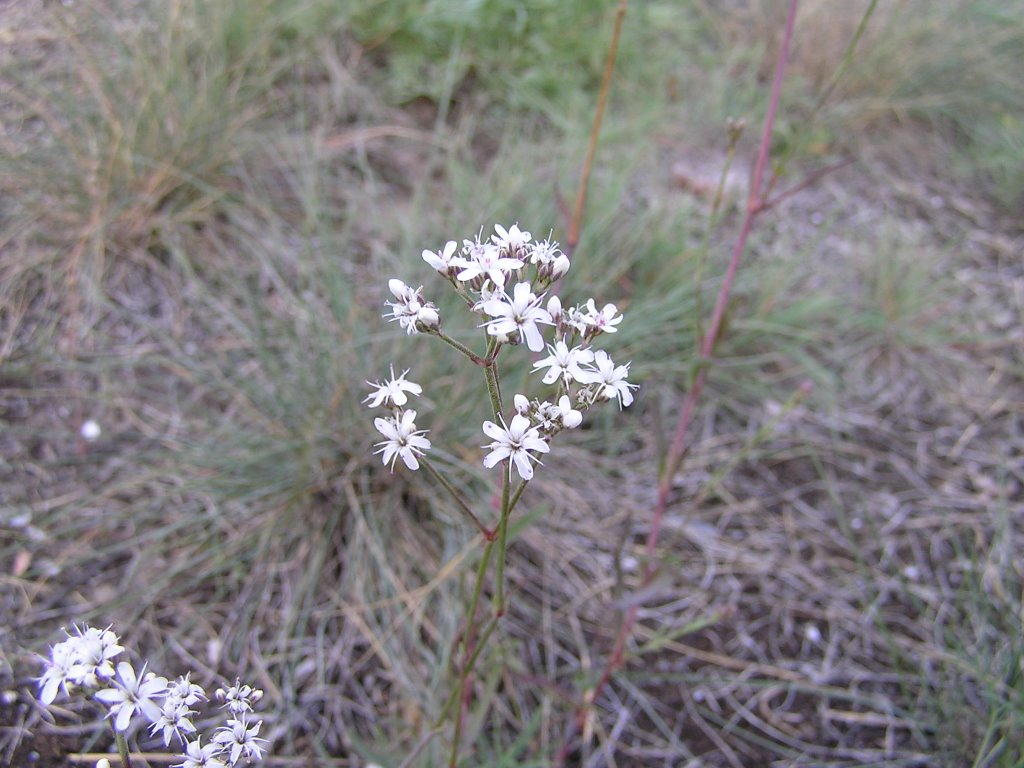
Homoki fátyolvirág

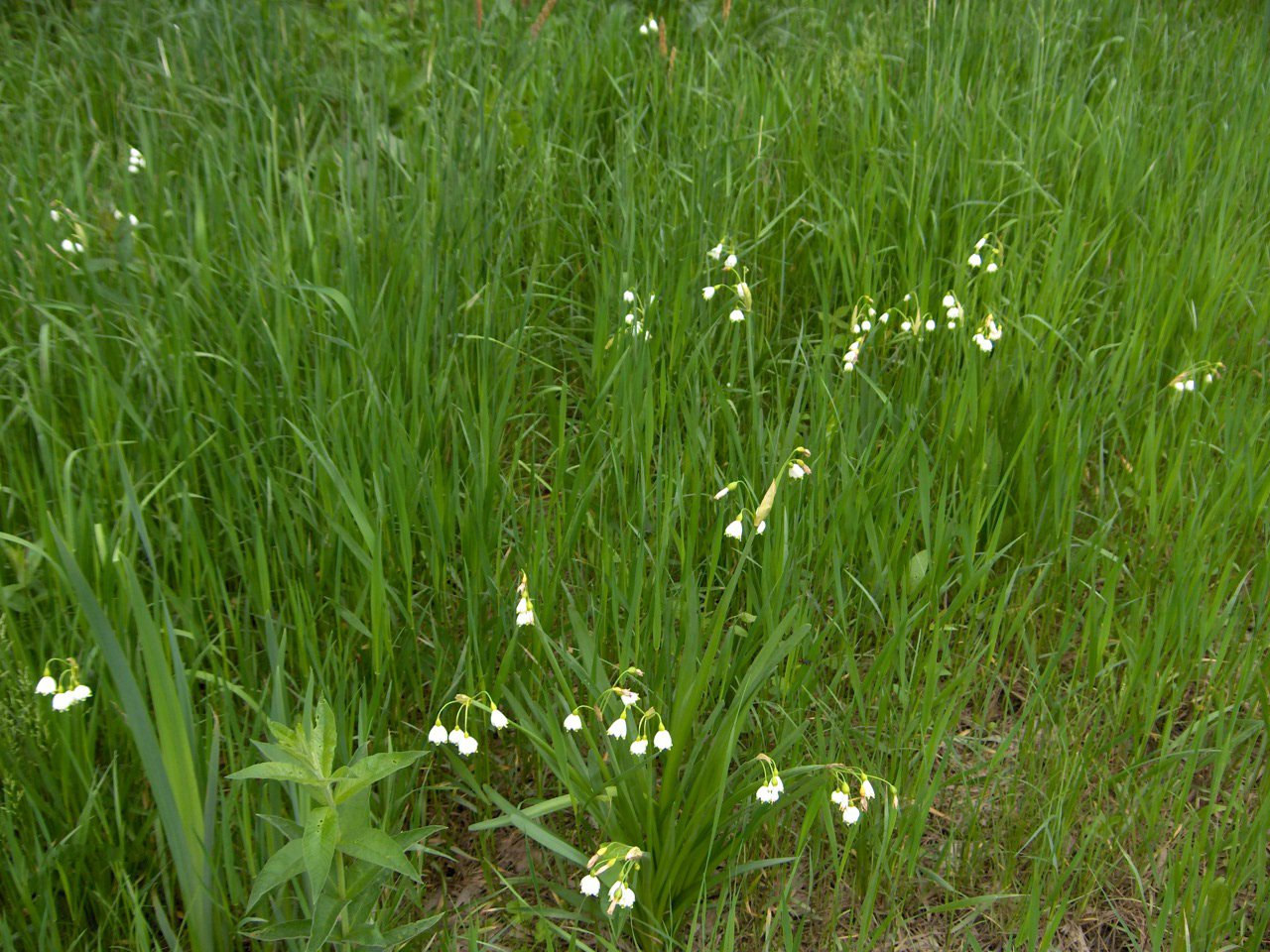
Nyári tőzike

Dunakeszi település területén a Duna élővilága mellett a ligeterdőkre jellemző flóra és fauna jelenik meg. A pihenésre vágyók a Duna-part kiépített területén vagy a dunakeszi tanösvényt tanulmányozva ismerhetik meg az itteni élővilágot. A termesztett növények tekintetében elsősorban a homokos talajt kedvelő fajok fordulnak elő. Kiemelt termény a paradicsom, amelyet az 1870-es évek óta termesztenek a településen.

## Természetes flóra
Dunakeszinek a Pesti-hordalékkúpsíkságon található területein a nyílt homokpuszta-gyepek, homoki sztyepprétek, homoki tölgyesek és nyáras-borókások képezik a potenciális vegetációt, ezeknek azonban már csak kis töredékei maradtak fenn. Helyükre főként fehér akácot (Robinia pseudoacacia) és erdeifenyőt (Pinus sylvestris) telepítettek. Homokpuszta-gyepeket csupán a repülőtéren és a lóversenypálya területén találhatunk. A homoki gyepek jellemző alkotói a magyar csenkesz (Festuca vaginata), a rákosi csenkesz (Festuca wagneri), a homoki árvalányhaj (Stipa borysthenica), a báránypirosító (Alkanna tinctoria), a homoki nőszirom (Iris arenaria), a homoki fátyolvirág (Gypsophila fastigiata subsp. arenaria), a homoki kikerics (Colchicum arenarium), a csikófark (Ephedra distachya) és a szártalan csüdfű (Astragalus exscapus). A mélyebb és nedves térszíneken az eredeti zsombékosok, rétlápok, kékperjés rétek, mocsárrétek, fűzlápok, nádas mocsarak is nagyrészt eltűntek és csak kis foltokban maradtak fenn a tőzegtavak környékén. Jellemző növényeik a lápi-, barna- és zsombéksás (Carex davalliana, C. hostiana, C. elata), a keskenylevelű és széleslevelű gyapjúsás (Eriophorum angustifolium, E. latifolium), a szibériai nőszirom (Iris sibirica), a kornistárnics (Gentiana pneumonanthe), a kormos csáté (Schoenus nigricans), a fehér zászpa (Veratrum album), a tőzegpáfrány (Thelypteris palustris), a kisfészkű aszat (Cirsium brachycephalum) és a mocsári gólyahír (Caltha palustris).
A Vác–Pesti-Duna-völgyhöz tartozó területen a potenciális növényzet az erdőssztyepp. A Duna partján vízhez kötött élőhelyek alakultak ki. Ma már az ártéren az eredeti bokorfűzeseknek, puhafa- és keményfaligeteknek csak kisebb maradványait találhatjuk meg. A Duna és a Mogyoródi-patak mentén fűz-nyár ligeterdők (Salicetum albaefragilis) találhatók, a Duna-part egy részére feketenyár-fákat (Populus nigra) telepítettek. A fűz-nyár ligeterdőkben nyári tőzike (Leucojum aestivum), ligeti csillagvirág (Scilla vindobonensis), ligeti szőlő (Vitis sylvestris) a jellemző növények. A ligeterdők szegélyén az ártéri kaszálók, a mocsár-, illetve láprétek is tele vannak szibériai nőszirommal (Iris sibirica) és kígyónyelvvel (Ophioglossum vulgatum). A futóhomokos részeken alföldi homoki növényzet telepedett meg. A nyílt homokpuszta gyepeken magyar csenkesz (Festuca vaginata), rákosi csenkesz (Festuca wagneri), csikófark (Ephedra distachya), homoki nőszirom (Iris arenaria) és homoki kikerics (Colchicum arenarium) él. A zárt homoki sztyeppréteken homoki árvalányhaj (Stipa borysthenica) és a szártalan csüdfű (Astragalus exscapus) jelenik meg.

## Növénytermesztés
A növénytermesztés terén a 19. század végén megkezdődött paradicsomtermesztést kell kiemelni, amelynek kedvezett a homokos talaj és a magas napsütéses órák száma. Emellett egyéb zöldségek, többféle gabonanövény és gyümölcs, főként barack és szőlő termesztése is folyt a területen, mára azonban már sok a parlagon maradt termőföld.

## Természetes állatvilága
A terület állatvilágát tekintve a Dunában kerekesférgek, evezőslábú- és ágascsápú rákok, vízibogarak, vízipoloskák, rovarlárvák, piócák, kagylók és csigák mellett számos halfaj is él. Közöttük gyakoribb a szélhajtó küsz, a keszeg, a kárász, és a szivárványos ökle, de többek között balin, compó és csuka is akad. Nyáron a dunavirág (Polymitarcis virgo) kérészfaj imágóinak tömeges rajzása is megfigyelhető. A vízimadarak közül a sirály, és télen a récefajok a legjellemzőbbek. A ligeterdők és rétek is sokféle állatnak nyújtanak lakhelyet, a különböző rovarok és madarak mellett például gyíkoknak, rókáknak, őzeknek, vadnyulaknak, ürgéknek és egereknek. A madarak közül pacsirta, fogoly, fürj, balkáni gerle és szarka is előfordul.
A természetes növényzet és állatvilág elterjedését a tájhasználat határozza meg. Jelenleg Dunakeszi területének csupán 12%-a gyepes, 5%-a erdő, illetve fásított, 7%-a kevés fával rendelkező zöldterület, 20%-a szántó, 1%-a gyümölcsös és 15%-án állattartással foglalkoznak.